# Майдан Волі (Тернопіль)
Майдан Волі — майдан у середмісті Тернополя. Розташований біля Старого замку є одним з найдавніших майданів міста, раніше був одним з осередків торговельного та ділового життя Тернополя.
Майдан має форму прямокутника, Із західної сторони до нього примикає вулиця Замкова, зі східної — вулиці Листопадова, Патріарха Йосифа Сліпого та Гетьмана Сагайдачного.

## Назва
До 1883 року майдан називали Кінською торговицею або просто Торговицею, за Австро-Угорщини і Польської республіки з 1883 до 1940 р. називався площею Собєського, з приходом радянської влади його перейменували на площу Свободи. У короткий період правління ЗУНР (1918 — 1919) був площею Мазепи. А вже після здобуття Україною незалежності площа носить свою сучасну назву — Майдан Волі.

## Історія

### Кінська торговиця
Здавна неподалік старовинного замку, в центрі старомістя, сформувався майдан. Із розвитком  торговельних зв'язків міста він став місцем проведення традиційних ярмарків, і, зокрема, кінських торгів. Звідси його найдавніша назва — Кінська торговиця або просто Торговиця. З часом межі майдану розширилися: вони сягнули Домініканського костелу та монастиря (до сучасного будинку № 12 на вулиці Сагайдачного).

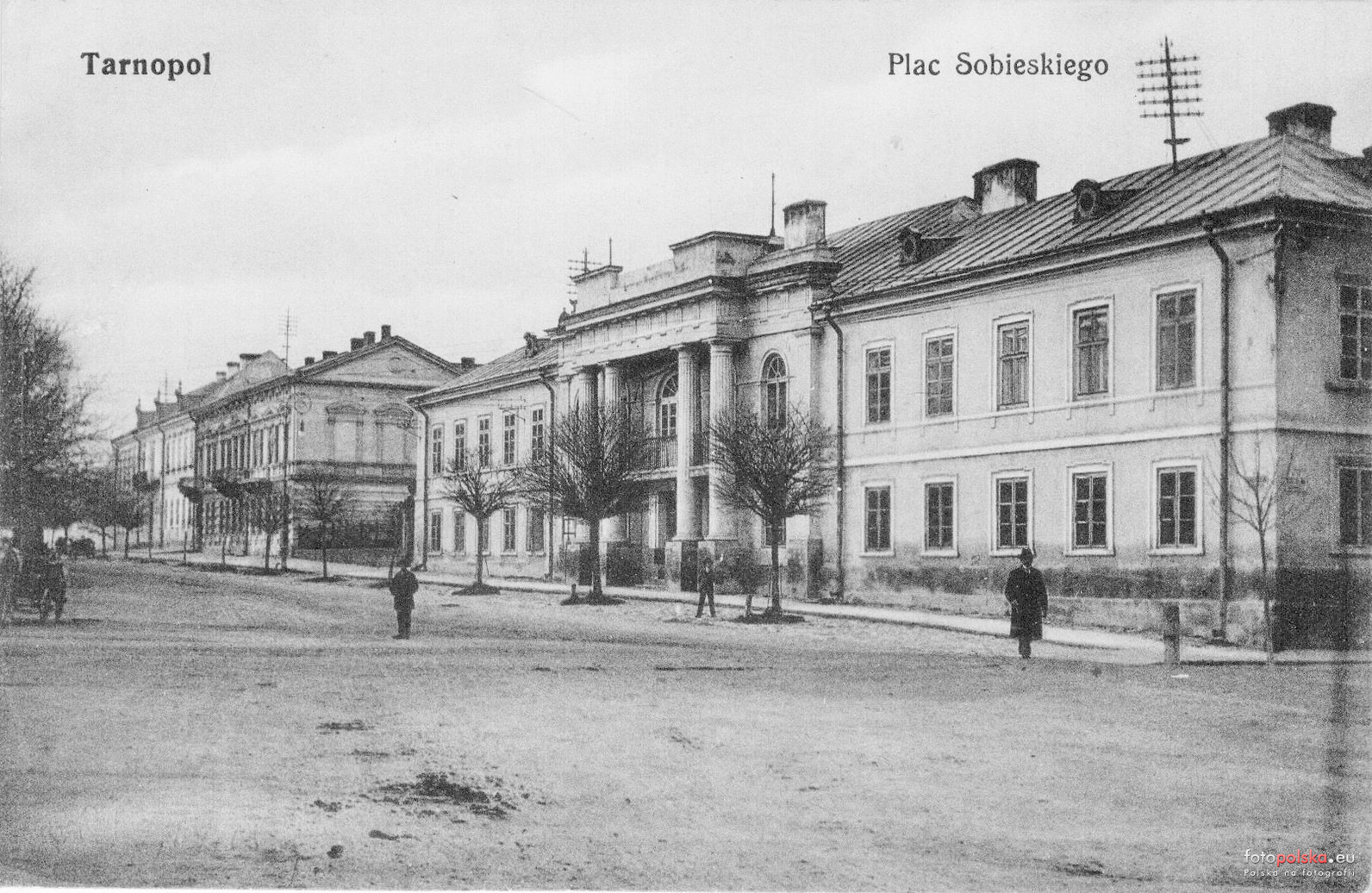
Комендатура (полковничі палати) бл. 1900 р.

В період короткого російського панування (1810 — 1815) у місті з'явилася будівля на розі тодішнього торговельного майдану та вулиці Костельної. Її назвали Полковничими палатами, це був осідок військового керівництва із полковником. Зведені вони були спочатку як одноповерховий будинок в стилі класицизму, з характерними колонами. Дещо пізніше австрійська влада добудувала другий поверх. В австрійські часи тут розміщувалось управління Тернопільської округи. Під час боїв за Тернопіль навесні 1944 будівлю знищили. Наприкінці 1950-х рр. на місці Полковничих палат виростає житловий будинок (вул. Листопадова, 1).

### Площа Собєського
З розбудовою центру Тернополя торгівля відступила, майдан почали впорядковувати. Від 1883 року облаштовану його частину називають площею Собєського (пол. Plac Sobieskiego). Від 1892 року тут формується гарний міський сквер — одне з улюблених місць відпочинку тернополян. Впорядкування його завершилось у 1895 році, і площа зайняла 2932 кв. м. Частина майдану, що прилягала до костелу, називалась Домініканською площею (пол. Plac Dominikański).

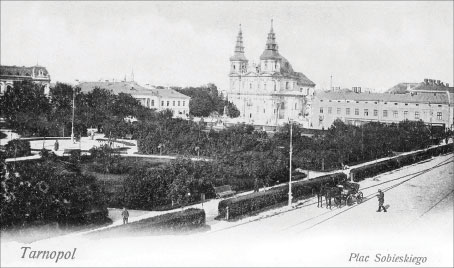
Площа Собєського на поч. XX ст.

Костел і кляштор (монастир) оо. домініканів був збудований в 1749 — 1779 р. по осі від замку за проєктом архітектора і військового інженера Яна де Вітте.

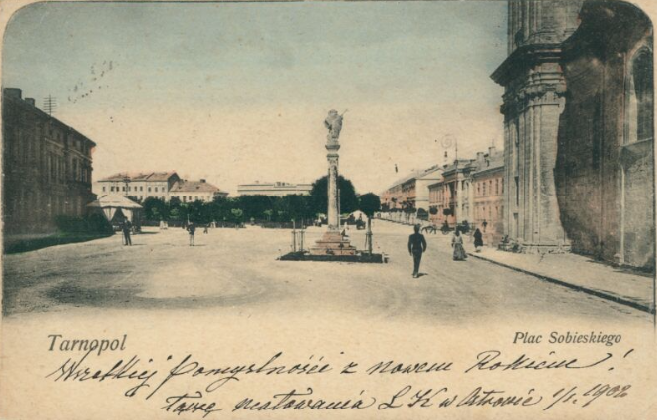
Фігура св. Вінсента (1902)

На Домініканській площі перед костелом невдовзі було встановлено на високому постаменті-колоні статую-«фігуру» св. Вінсента Феррарського з хрестом у руці.
Навколо площі сформувалося первісне культурно-ділове осереддя Тернополя. В одному з будинків, що оточували майдан, тривалий час знаходився магістрат, який перемістився сюди з Ринку. 1872 року магістрат з будинку Стахевича переїхав до «старої пошти».
У будинку купця Валентина Стахевича (до наших днів не зберігся) після переїзду магістрату розмістилась учительська семінарія, діяла там до Першої світової війни.
До наших днів на площі зберігся ошатний будинок — міська ощадна каса (тепер відділення Ощадбанку). Наріжний камінь під її будову освячено у серпні 1895 року. Третій поверх надбудовано значно пізніше — у 1962 році.

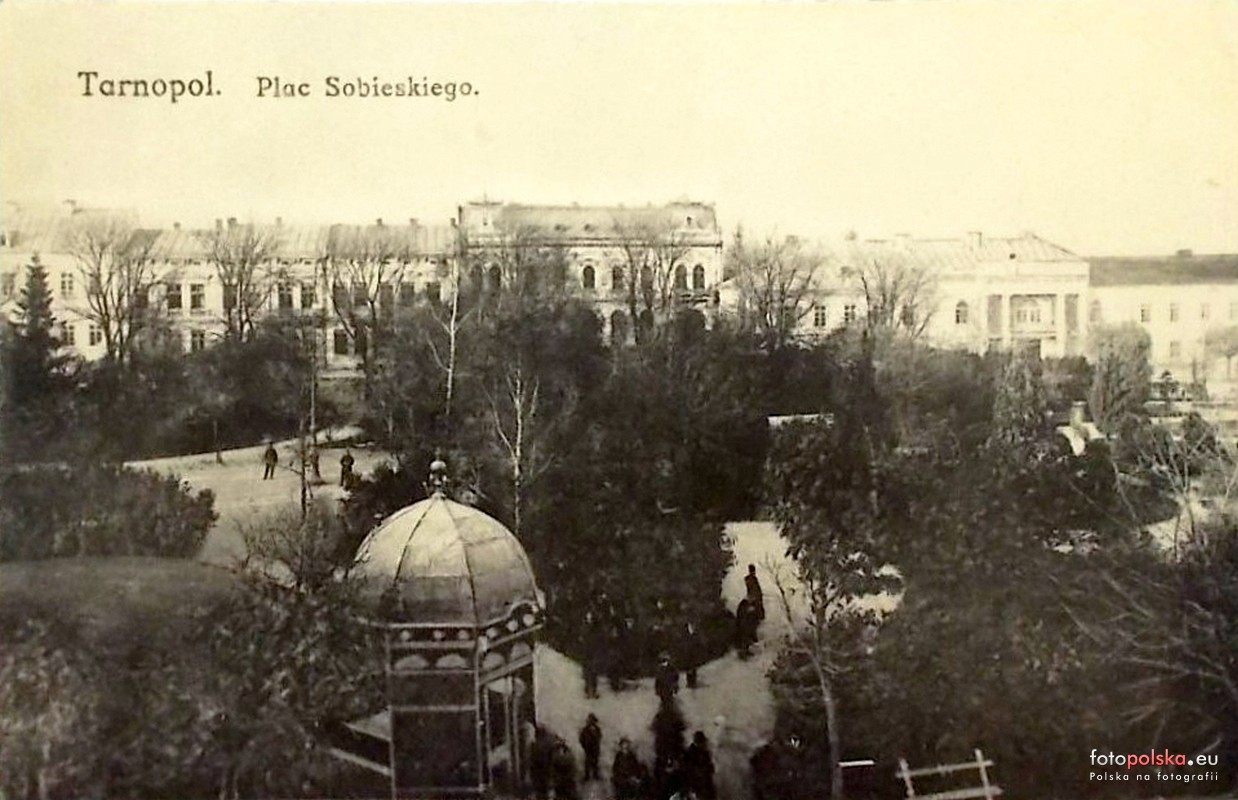
Вигляд на площу Собєського на поч. XX ст.

Неподалік Старого замку і площі діяло одне з найстаріших тернопільських підприємств — крохмальня (будівля знищена під час Другої світової). Але проіснувало це підприємство недовго: у 1877 році фірма збанкрутувала і змушена була закрити крохмальню. Її майно викупило місто на казарми та житло для офіцерів.

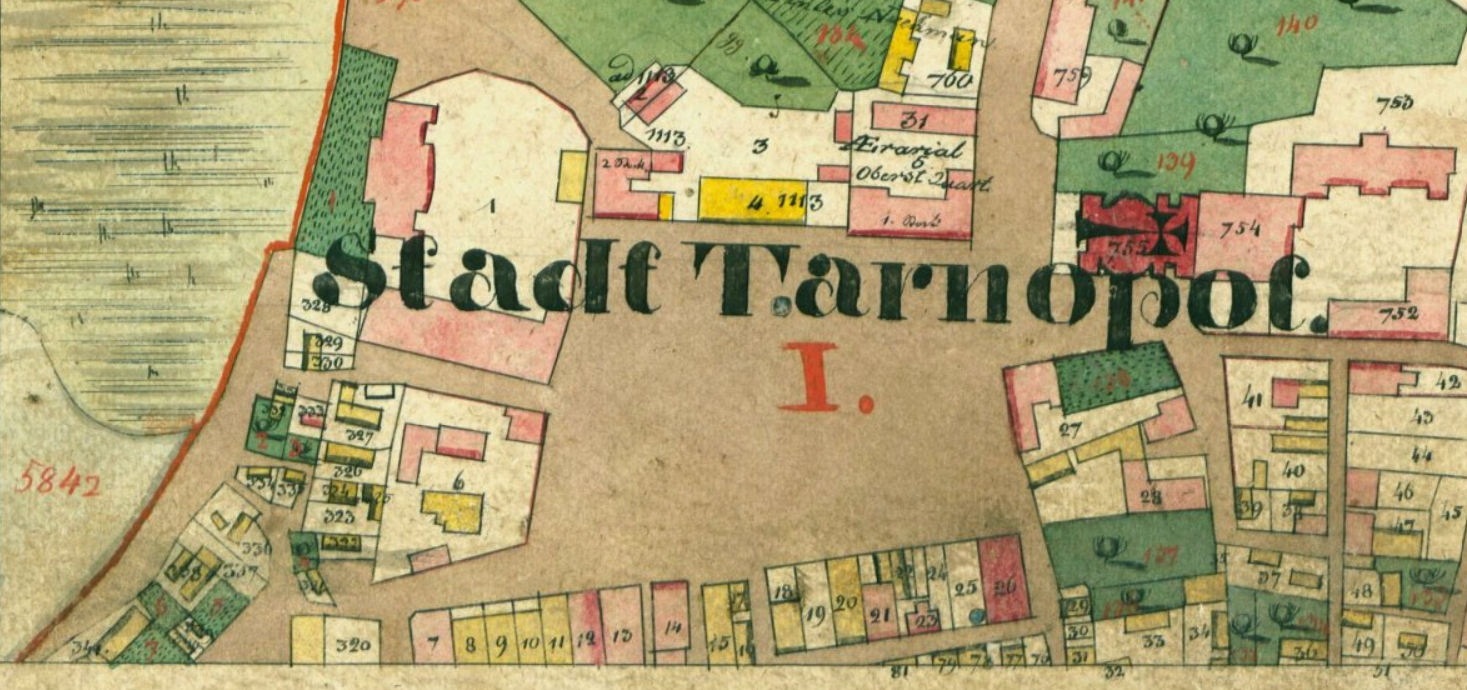
Кінська торговиця на кадастровій мапі 1829 р.

2 січня 1897 року вступила в дію Тернопільська телефонна станція. Абонентами переважно були державні установи. Користуватись телефонним зв'язком можна було тільки через центральний комутатор, що містився в тій же кам'яниці Стахевича на площі Собєського.

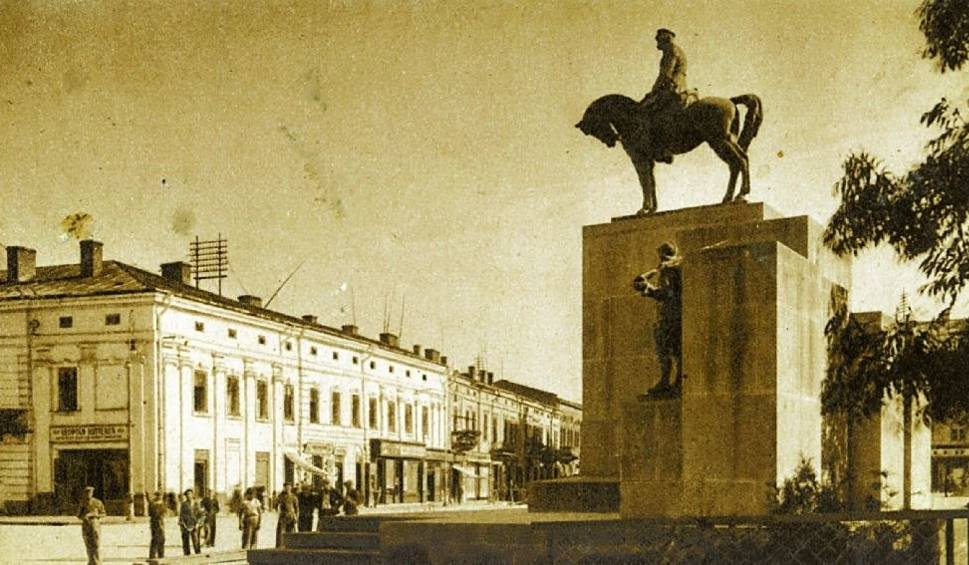
Пам'ятник Ю. Пілсудському на площі Собєського

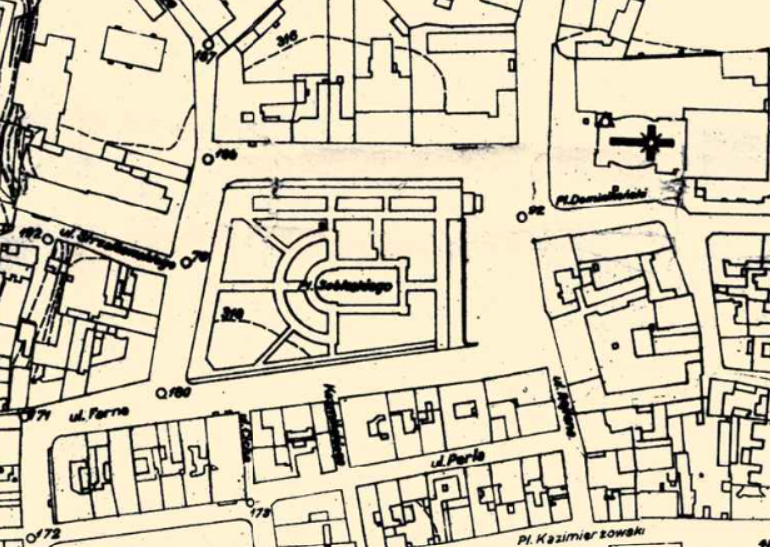
Площа Собєського на плані міста (1938)

Під час українських визвольних змагань 1917−1921 років площа не раз ставала місцем проведення мітингів та маніфестацій. У час Західноукраїнської Народної Республіки площу Собєського перейменували на площу Мазепи. А коли за Ризьким мирним договором західноукраїнські землі відійшли до складу Польщі, площі повернули попередню назву.
21 березня 1921 року на цьому майдані зустрічали главу міжвоєнної Польщі Юзефа Пілсудського. Відправлялась польова Служба Божа, освячувалися військові прапори. Пілсудський вручав бойові нагороди.
11 листопада 1935 року на площі відкрито перший у тодішній Польщі пам'ятник маршалу Пілсудському (автор — скульптор Аполлінарій Ґловінський).

### Радянський період
У 1940 році старовинний міський майдан назвали площею Свободи, об'єднавши в ній дві площі — Собєського і Домініканську. 
6 січня 1940 року за наказом радянської влади пам'ятник Пілсудському знищили. Після Другої світової тут поставили пам'ятник Леніну. В радянські часи молоді пари фотографувалися з вождем народів після розпису в ЗАГСі. Біля нього регулярно проходили мітинги, тут покладали квіти з нагоди чи не усіх державних свят. У 1990-му пам'ятник Леніну знесли.

Пам'ятник князю Данилові Галицькому

Після боїв за Тернопіль навесні 1944 року площа лежала в руїнах. За новим генеральним планом відбудови міста на площі Свободи планувалося розмістити педагогічний, сільськогосподарський і торговий технікуми та міську бібліотеку.
У 1957 році, з того боку, де до площі прилягала колишня вулиця Перля, у новозбудованому приміщенні відкрився Тернопільський медінститут — нині Тернопільський національний медичний університет ім. І. Горбачевського.

### Сучасність
5 жовтня 2002 р. на майдані відкрито пам'ятник Данилу Галицькому (карбована мідь; скульптор Борис Рудий).
У Новоріччя 2014 року тут уперше за останні десятиліття встановили ялинку і проходили святкування Нового року.

## Будівлі та установи
- № 1 — Головний корпус Тернопільського державного медичного університету імені І. Я. Горбачевського (пам'ятка архітектури місцевого значення, охоронний номер 326)
- № 2 — Відділ реєстрації актів цивільного стану Тернопільського міського управління юстиції (пам'ятка архітектури місцевого значення, охоронний номер 325)
- № 3 — Головне управління Пенсійного фонду України у Тернопільській області
- № 4 — Тернопільська обласна спілка споживчих товариств

Поряд також знаходяться Собор Непорочного Зачаття Пресвятої Богородиці, Тернопільський замок та готель «Тернопіль».

## Транспорт
В центрі майдану розміщений пішохідний сквер, вимощений бруківкою, по периметру площі проходять вулиці з насиченим автомобільним рухом. Найближча зупинка громадського транспорту — «Готель «Тернопіль»», розташована на вулиці Замковій.

## Галерея

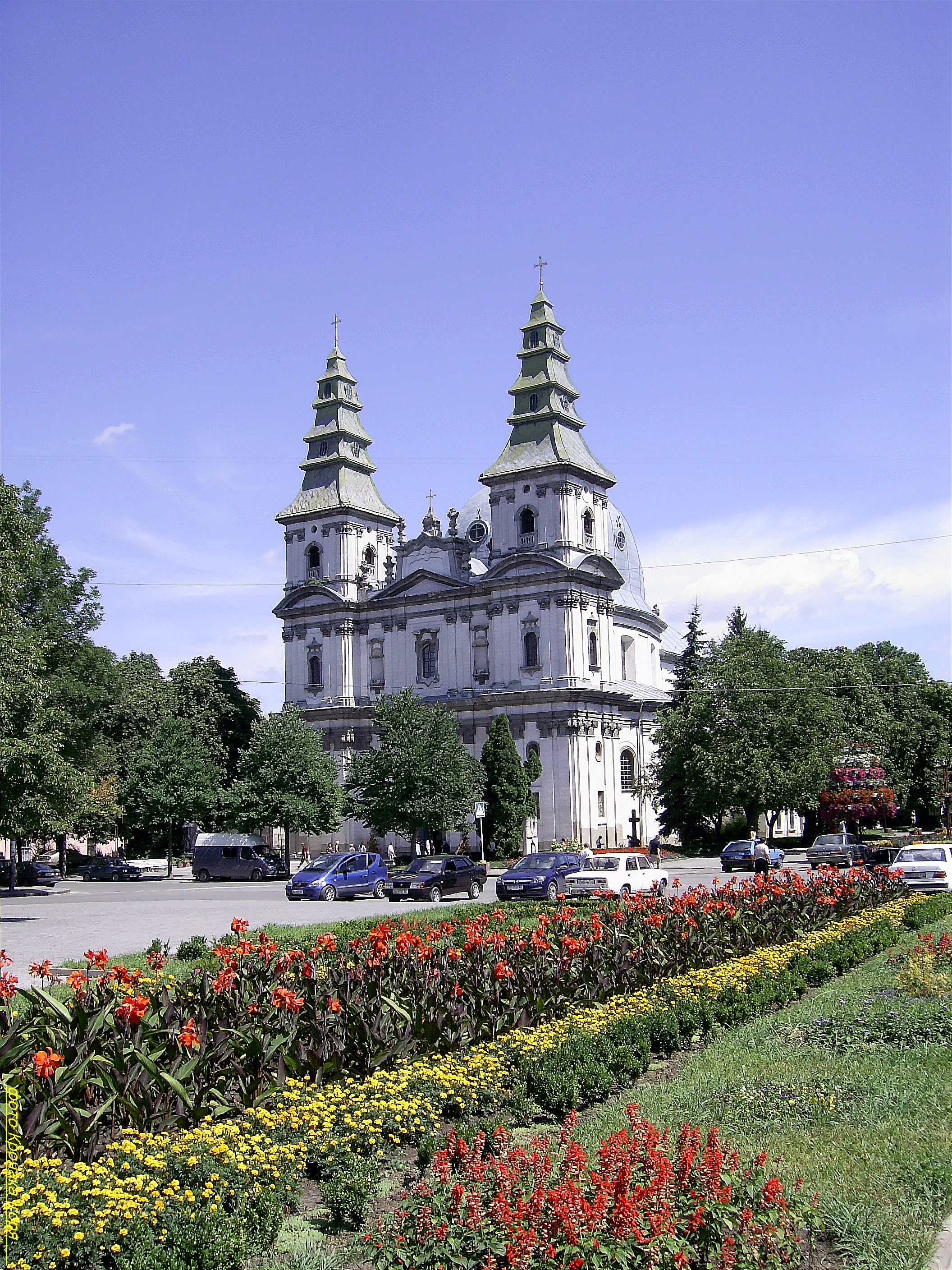
Вигляд на Майдан Волі та Кафедральний Собор
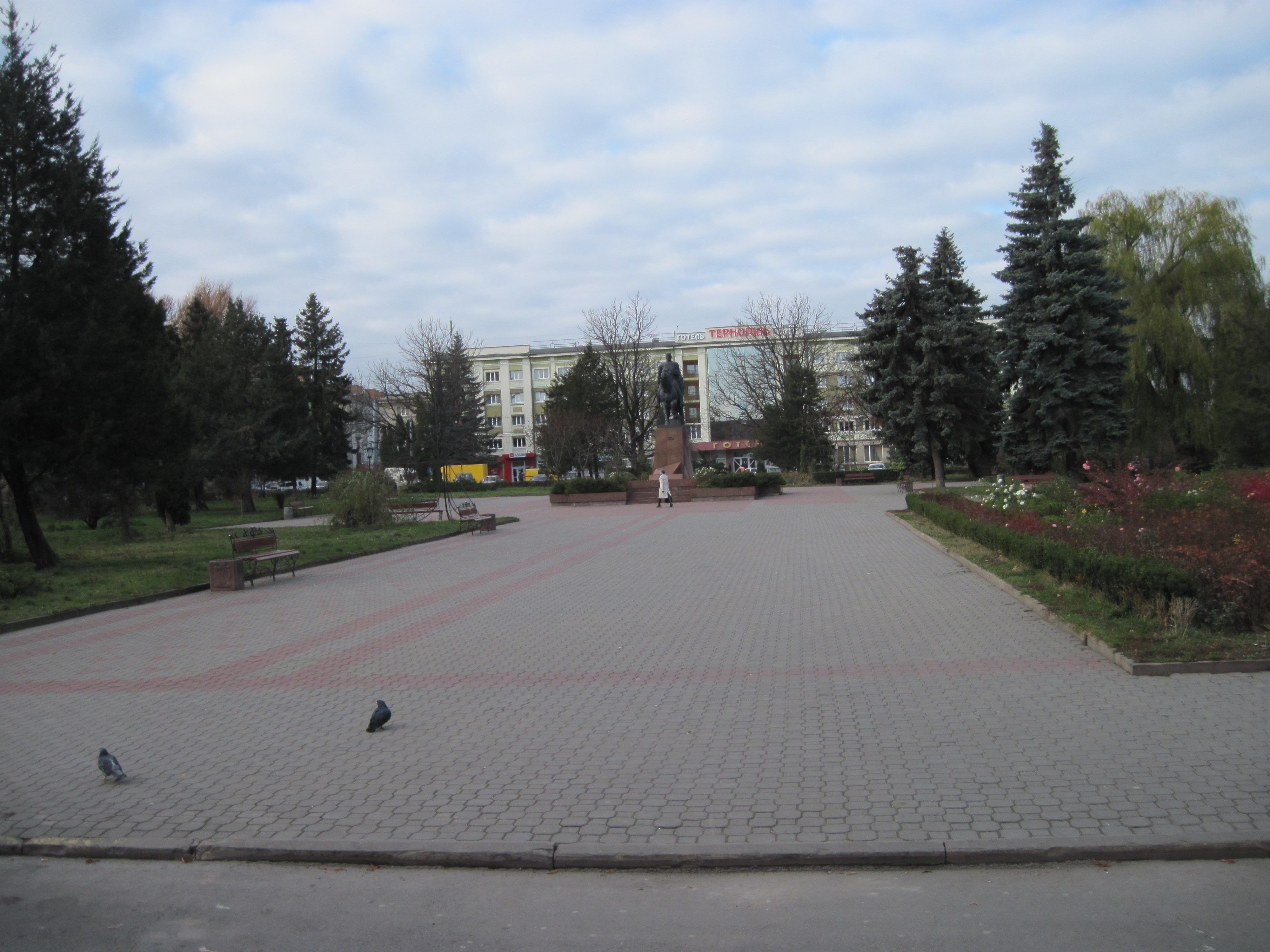
Вигляд на Майдан Волі в сторону готелю «Тернопіль»
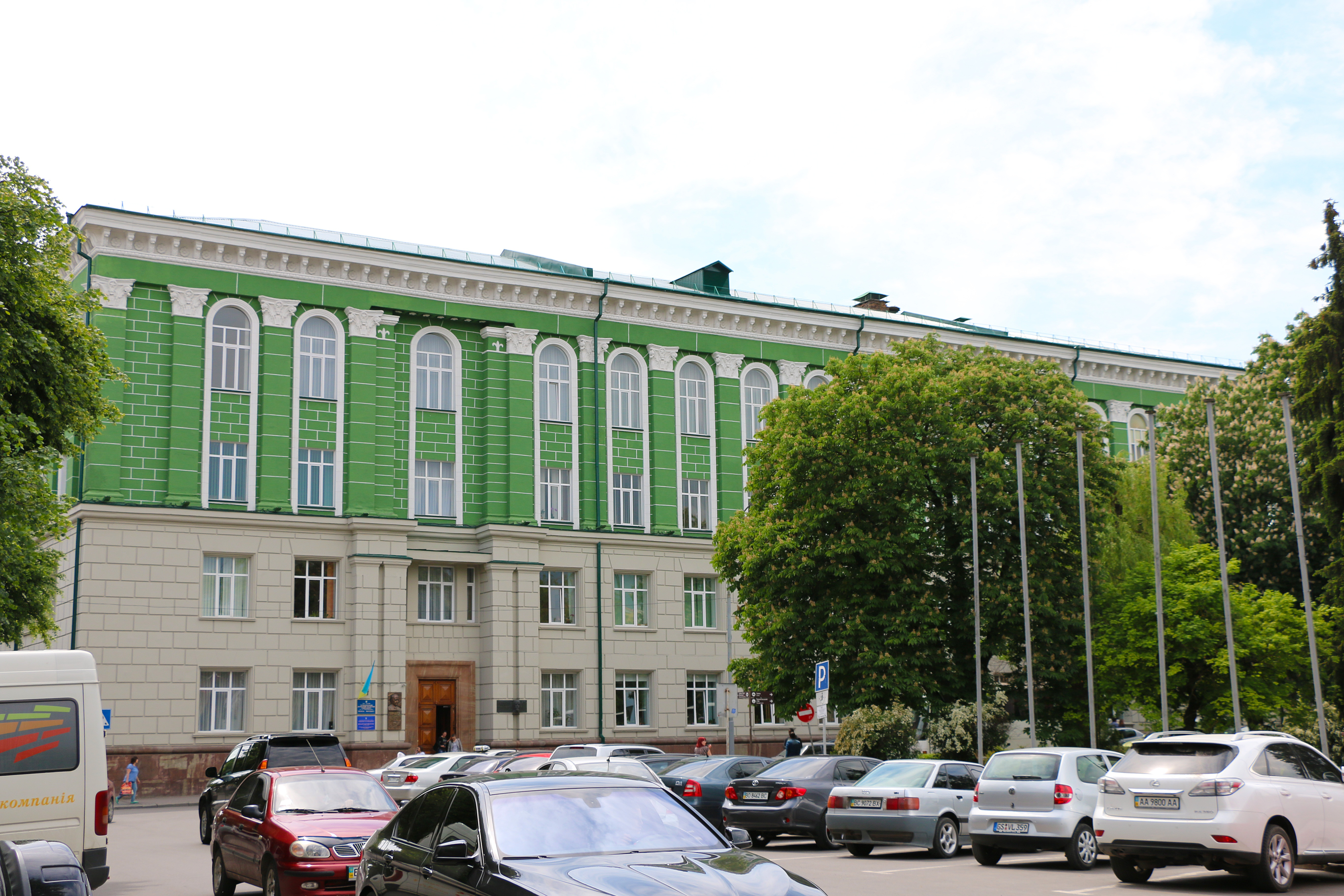
Будинок №1 (адмінкорпус ТНМУ)
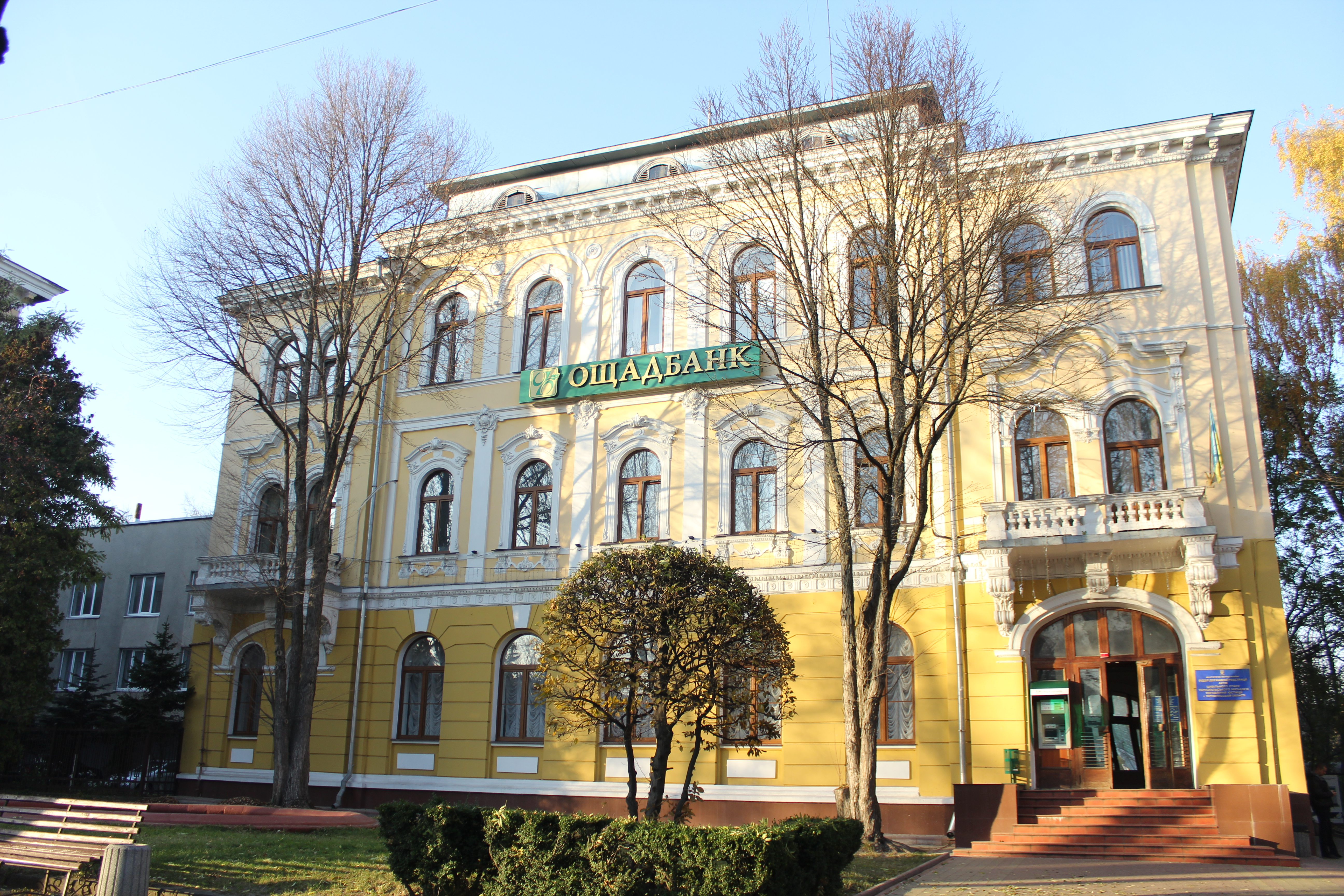
Будинок №2 (колишня ощадна каса)
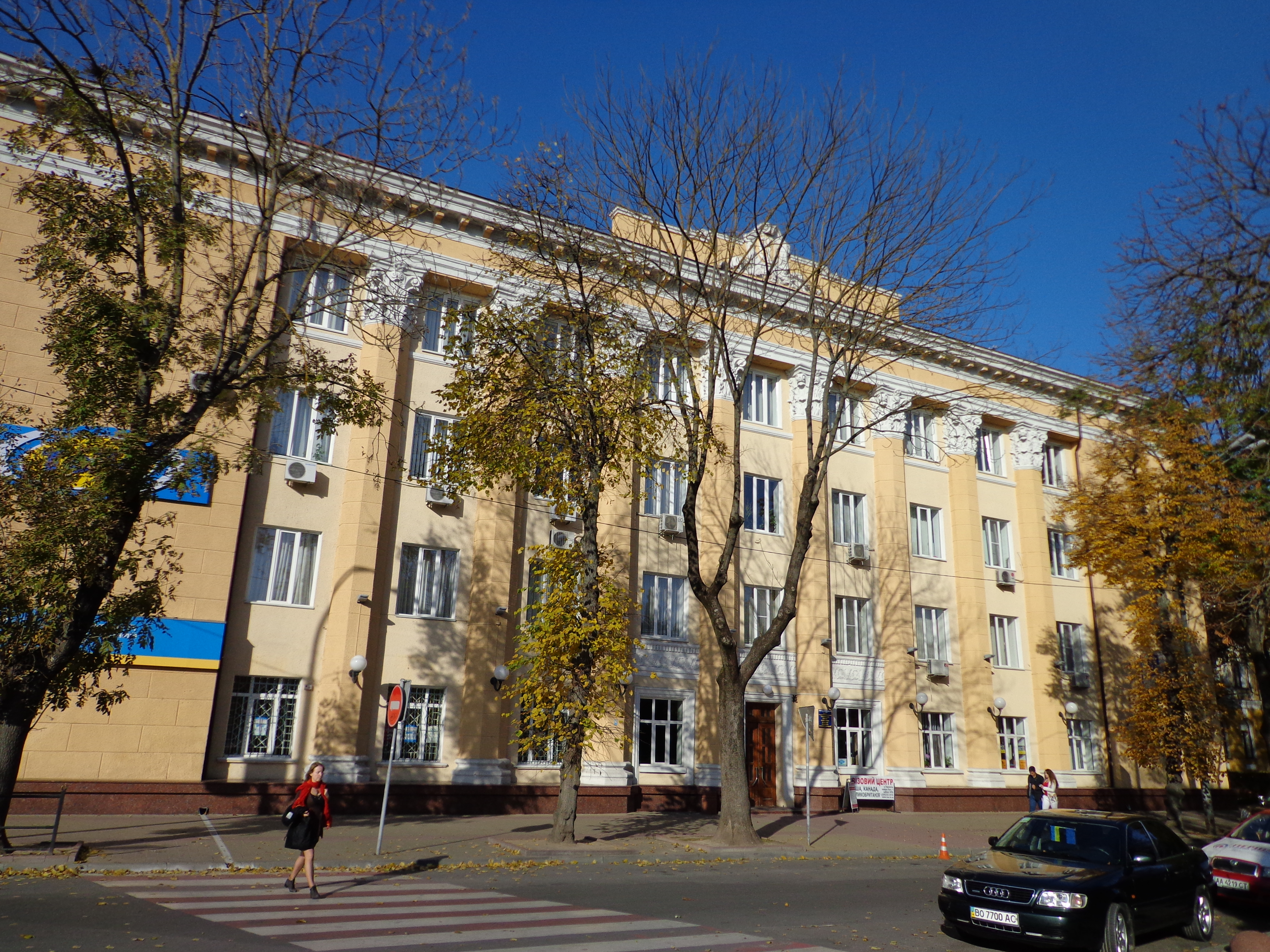
Будинок №4